# نيكتاريا كارانتزي
نيكتاريا كارانتزي (باليونانية: Νεκταρία Καραντζή؛ من مواليد 5 أغسطس 1982 في اليونان) هي مغنية بيزنطية وتقليدية من اليونان.
تم التعرف على صوتها بشكل أساسي بالفن البيزنطي المقدس واعتبرت واحدة من أهم الأصوات في الترانيم البيزنطية. هي المؤدية اليونانية الفريدة للموسيقى البيزنطية مع ديسكغرافيا في الموسيقى البيزنطية منذ أن كانت في الرابعة عشرة من عمرها وتعمل بنشاط في الترانيم كمغنية في الكنيسة منذ أن كانت في التاسعة من عمرها. وتخصص أدائها في قاعات الحفلات الموسيقية في اليونان وفي الخارج مكرسة تمامًا للترانيم البيزنطية وقد اشتهرت دوليًا كأفضل مؤدٍ للميلوس البيزنطي (الترانيم) والتقليد البدائي.

## تعليم

### الدراسات القانونية
درست نيكتاريا كارانتزي القانون في جامعة أرسطو في سالونيك، وحصلت أيضًا على ثلاثة دراسات عليا في القانون الجنائي و‌علم الإجرام و‌القانون الكنسي من جامعة أثينا. وهي حاليًا طالبة دكتوراه في القانون الجنائي بجامعة أثينا، كما أنها حائزة على دكتوراه في القانون. وقد عملت محررةً في مجلة Law Publishers P. Sakoulas وكانت عضوًا في قسم القانون الجنائي بجامعة أثينا وفي مكاتب محاماة تابعة لرئيس نقابة المحامين السابق في بيرايوس ورئيس صندوق المحامين السيد فاسيليس فينيتيس والسيد بلاتون نياديس.

### موسيقى
وهي حاصلة على دبلوم في الموسيقى البيزنطية من المدرسة البيزنطية للموسيقى، وقد تم تدريسها من قِبل مدرسين بارزين، بما في ذلك ديميتريس فيريكوس. وهي تتدرب حاليًا، منذ عام 2003، على الغناء التقليدي من قِبل المترجم الشهير للأغاني التقليدية، كرونيس أيدونيديس. بالإضافة إلى ذلك، درست البيانو والنظرية الموسيقية الغربية، كما تلقت تدريبات صوتية تحت إشراف ثانوس بتراكيس ودينا جوديوتي.

## مهنة موسيقية
تعلمت نيكتاريا كارانتزي الموسيقى البيزنطية في «المعهد الموسيقي المركزي» في أثينا. بدأت أيضًا التعاون مع خرونيس ايدونيديس في الحفلات الموسيقية والتسجيلات.
شاركت في سلسلة من خمسة أشرطة/أقراص مدمجة تتضمن ترانيم الترانيم البيزنطية، من سن الرابعة عشرة مرافقة للشيخ القديس بورفيريوس الرائي. تعاونت أيضًا مع خرونيس ايدونيديس في تسجيل ألبومين: When Paths Meet (قرص مضغوط مزدوج) و He was Griged.
في تسجيلاتها الأولى للترديد، رافقت قديسًا معاصرًا، الشيخ القديس بورفيريوس الرائي، وبتشجيع منه بدأت دراستها في الموسيقى البيزنطية في سن مبكرة جدًا. أكملت دراستها في الموسيقى البيزنطية، وحصلت على درجة ودبلوم من مدرسة الموسيقى البيزنطية في مدينة بيرايوس المقدسة، والتي قام بتدريسها مدرسون بارزون بمن فيهم ديميتريس فيريكوس. تشتهر نيكتاريا كارانتزي أيضًا في مرحلة الموسيقى اليونانية من خلال تدريبها المهني وتعاونها الطويل مع أعظم معلم للموسيقى اليونانية التقليدية خرونيس ايدونيديس. لحظة مهمة أخرى في حياتها المهنية هي تعاونها مع عازف البيانو والملحن والقائد الشهير فاسيليس تسابروبولوس في مزيج فني مستوحى من الترانيم البيزنطية التي تنضم إلى الغرب والشرق.

## عروض مباشرة
قدمت أول عرض لها في قاعة أثينا للحفلات الموسيقية في 25 مايو 2004، في حفل موسيقي عرض مسيرة خرونيس ايدونيديس. منذ ذلك الحين، شاركت في العديد من الحفلات والمناسبات الأخرى.
في عام 2005، شاركت مع خرونيس ايدونيديس وديميتريس فيريكيوس في برنامج Easter التلفزيوني بعنوان He was grieved على القناة التلفزيونية اليونانية التي غنت فيها التراتيل البيزنطية للأسبوع المقدس. في عام 2006، شاركت في المهرجان السادس للموسيقى الروحية في بطمس.
من اللحظات المهمة الأخرى في حياتها المهنية الدعوات من أكاديمية فرانس ليزتست للموسيقى في المجر و‌جامعة السوربون الجامعة في فرنسا حيث قدمت درسًا رئيسيًا عن الموسيقى البيزنطية. قدمت نيكتاريا العديد من الحفلات الموسيقية للموسيقى الشعبية البيزنطية والتقليدية في اليونان وخارجها (في فرنسا و‌المجر و‌صربيا و‌تركيا و‌مقدونيا الشمالية و‌بلغاريا و‌إستونيا و‌سويسرا و‌ليتونيا و‌لوكسمبورغ و‌إسبانيا و‌إيطاليا) بينما تعاونت مع أعظم موسيقية تقليدية، مغنية المجر وفنانة اليونسكو للسلام مارتا سيبستين والجوقة المتميزة جوقة القديس أفرام الذكورية.

## التكريمات
نيكتاريا كارانتزي هي المؤسسة والرئيسة الفخرية للجمعية البانهلينية للنساء في الموسيقى الكنسية البيزنطية بينما تم تكريمها لمساهمتها في الموسيقى البيزنطية من خلال الترانيم البيزنطية [إيروبسالتس] من خلال الجمعية الهيلينية للموسيقى - معهد الموسيقى التقليدية البيزنطية واليونانية دراسات ومجلة الموسيقى "To Psaltiri". وهي أيضًا المديرة الفنية لمدرسة الموسيقى التقليدية «كرونيس ايدونيدس» وهي مستشارة قانونية والعلاقات العامة ومديرة الصحافة لأوركسترا متروبوليتان السيمفونية في أثينا.

## نشاطات أخرى
هي جزء من مجموعة تطوير المجتمع الموسيقي عبر الإنترنت في اليونان www.musicheaven.gr وهي منتجة في محطة إذاعية يونانية.

## روابط خارجية
- الموقع الرسمي
- صفحة المعجبين الرسمية على فيسبوك
- تحية إلى نيكتاريا كارانتزي من ieropsaltis.com